# Bodeguita del Medio

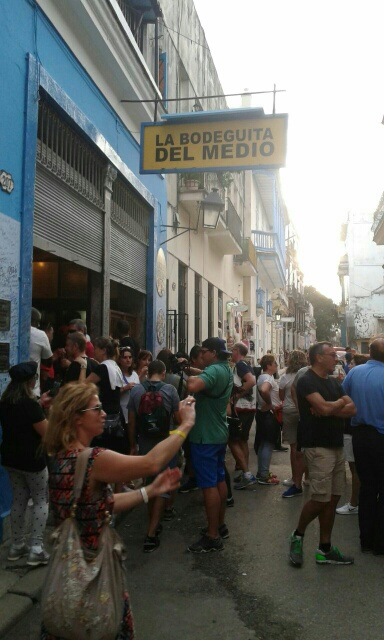
La Bodeguita del Medio assediata dai turisti, nel 2016

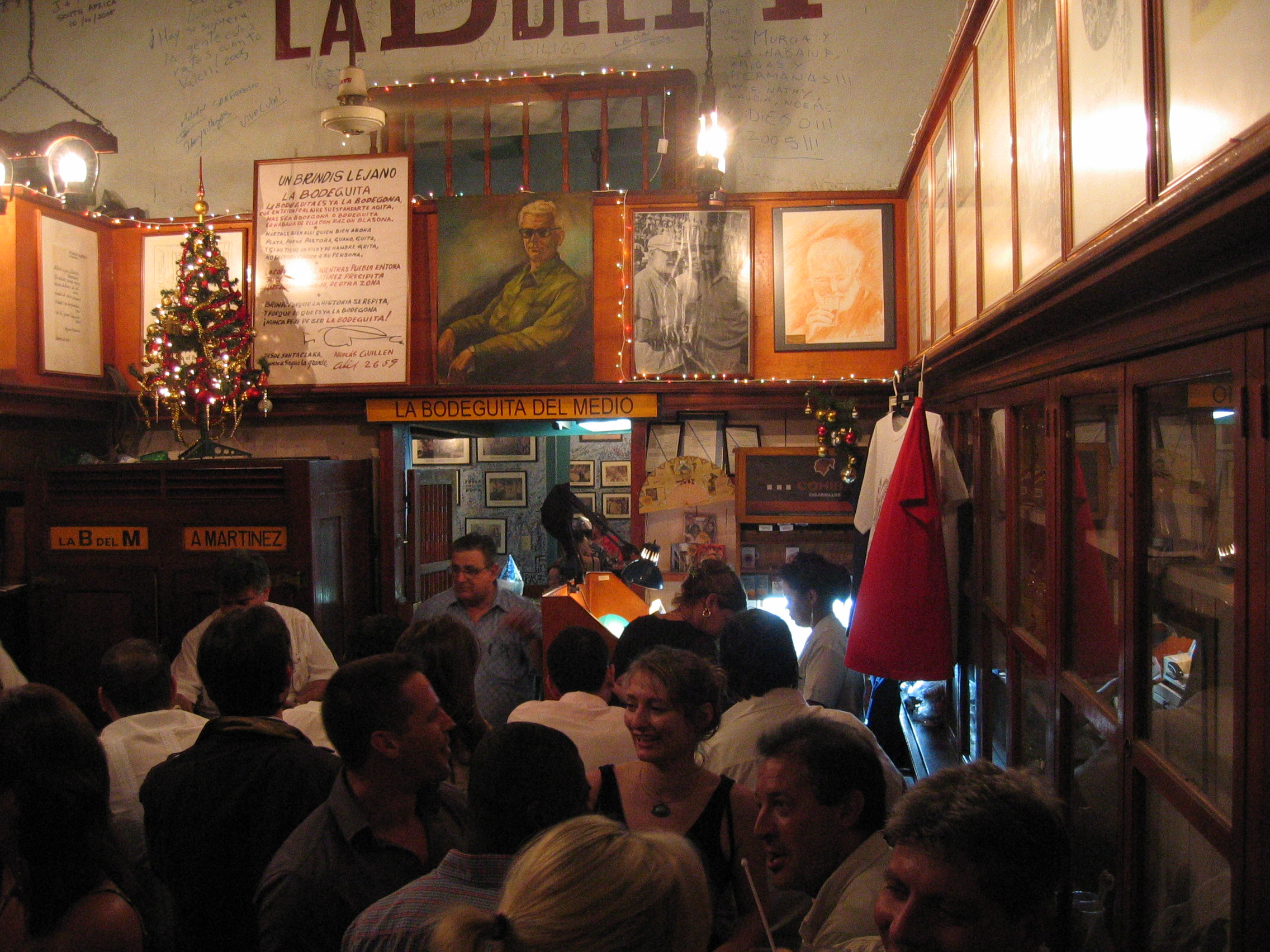
Interno della Bodeguita del Medio

La Bodeguita del Medio è un tipico bar ristorante dell'Avana, Cuba.
Locale storicamente frequentato da personaggi famosi del passato, che tramite foto, firme nelle pareti, graffiti e oggettistica varia, hanno lasciato il segno del loro passaggio in questo ristorante.
Salvador Allende, Pablo Neruda, lo scrittore Ernest Hemingway, sono solo alcuni che in passato frequentarono questo locale.
Sulla parete spicca una famosa frase, in inglese, di Hemingway: "My mojito in La Bodeguita, My daiquiri in El Floridita".
La Bodeguita è ubicata nel quartiere dell'Avana Vecchia nelle vicinanze di Plaza de la Catedral  e costituisce una delle principali tappe della “Ruta de Hemingway", ovvero l’itinerario che ripercorre i passi del famoso scrittore, la cui presenza nel luogo è testimoniata dalla statua eretta in suo onore. Presso il locale, oltre a degustare l’autentico mojito di Cuba, si può inoltre assaggiare la cucina creola, ovvero pietanze tipiche dei paesi del sud America.

## Storia
Fondata dall'ungherese Sepy Dobronyi come negozio di viveri, fu comprata nel 1942 dallo spagnolo Angel Martinez, che trasformò il negozio in un ristorante, servendo piatti tipici cubani
Dopo la rivoluzione, Martinez, passato da proprietario ad amministratore statale, introdusse un nuovo cocktail, il mojito, che divenne poi un simbolo del bar e dei tipici cocktail cubani.
Oggigiorno, il ristorante è uno dei luoghi più visitati dai turisti stranieri in visita a La Habana Vieja, principalmente questo è dovuto alla sua storia e ai ricordi dei personaggi famosi che passarono per questo luogo.
il nome deriverebbe dal fatto che tali locali erano solitamente posizionati agli angoli delle strade, mentre questo si trova nel mezzo.